# George Vernot
George Vernot, född 27 februari 1901 i Montréal, död 22 november 1962 i Montréal, var en kanadensisk simmare.
Vernot blev olympisk silvermedaljör på 1 500 meter frisim vid sommarspelen 1920 i Antwerpen.